# Wann-Chlore

Wann-Chlore est un roman d'Honoré de Balzac publié en 1825 sous le pseudonyme d'Horace de Saint-Aubin. Il a été réédité sous le nom d'Honoré de Balzac sous le titre de Jane la pâle.

## Historique
Wann-Chlore est une histoire d'amour dans laquelle un ancien officier de l'empereur, Horace Landon, s'éprend d'une jeune Anglaise, Jane, si pâle qu'on la surnomme « Chlora ». Romantique, évanescente, jalouse, c'est déjà le portrait de madame de Mortsauf que Balzac esquisse ici, et peut-être une ébauche du Lys dans la vallée. Tout se passe pendant la première Restauration, et comme dans Le Lys, les amours de Jane et d'Horace seront contrariées. Balzac se mettait lui-même en scène de manière à peine voilée avec le prénom d'Horace qui était celui de son pseudonyme.
En gestation depuis 1822, Balzac âgé de 23 ans voulait d'abord en faire un roman qui serait un hommage à Laure de Berny, avec laquelle il avait une liaison qui allait durer. Remaniée et rééditée en 1836 sous le titre de Jane la pâle, l'œuvre sera rééditée dans les deux volumes comprenant : Argow le pirate, L’Excommunié, Le Centenaire, Dom Gigadas, Falthurne, L'Héritière de Birague.
Wann-Chlore est l’une des rares œuvres de jeunesse que l'auteur n'ait pas proscrite, et qu'il a admise comme faisant partie de son œuvre globale malgré le fait qu'elle ne connaitra pas la gloire dans la postériorité.
Celle-ci n'aura pas le succès escompté et cet échec décidera Balzac à se lancer dans le métier d'éditeur et d'imprimeur. 
On retrouve dans ce roman du jeune Balzac, selon un spécialiste, les prémices de la La Comédie humaine et d'un romancier qui possède déjà le contrôle de son art. Ce serait ainsi son premier grand roman.

## Résumé
Arrivé dans la ville de Chambly, venant de Paris, Monsieur Horace de Landon ne manque pas d'attirer l'attention. Ce gentilhomme, ancien officier de Napoléon Ier est la cible des questions des habitants. Ceux-ci se demandent pourquoi cet aristocrate est si solitaire et pourquoi malgré sa richesse et ses manières élégantes il est venu s'installer dans leur petite ville. Cette froideur cache-t-elle une pure impolitesse, de la tristesse ou un secret inavouable ? 
Ses voisines, Madame d'Arneuse et sa fille Eugénie, avaient comme souhait qu'il courtise cette dernière et dans ce but, mirent en place une stratégie pour l'attirer chez elles. Elles seront aidée par leur soubrette Rosalie qui rendra fou amoureux le valet d'Horace afin qu'il pousse son maître à épouser Eugénie. Il finira par leur rendre visite, malgré sa mélancolie évidente, et ces visites éveillèrent dans le cœur d'Eugénie son amour pour le jeune homme. Cet amour, il finit par s'en rendre compte mais il n'était pas partagé et comme il savait que la jeune fille était tourmentée par sa mère, il résolut de ne pas ajouter à ses problèmes et ne plus lui rendre visite. Il résolut donc de repartir à Paris mais avant cela, il fit une promenade avec la famille d'Eugénie durant laquelle elle tomba dans la rivière et fut sauvée de la mort par le jeune homme. Cet accident lui fera écrire une lettre dans laquelle il demandera sa main afin de la délivrer du joug de Madame d'Arneuse. Eugénie lui répondra qu'il a tort de la considérer comme malheureuse et qu'elle n'acceptera son offre que si elle n'est pas dictée par la pitié.
Horace sera tourmentée par cette réponse, on devinera qu'il a déjà aimé une femme auparavant et que ça ne s'est pas bien passé. Il finira par quitter la ville. Eugénie en devint malade d'amour et sa santé se dégrada, elle fut sur le point de mourir. Rosalie avertira le valet d'Horace de cet état et c'est à ce moment du roman que l'on apprend apprendra qui est Jaune la Pâle dans ce roman, également appelée Wann-Chlore ou Chlora. Cette jeune fille fera l'objet d'un amour excessif mais également d'un désir de vengeance terrible. En effet, ce fut le premier amour d'Horace qui l'a trahi mais qu'il était déterminé à aimer toute sa vie avant qu'Eugénie fasse son apparition. En apprenant qu'elle se mourrait pour lui, il décida de rentrer à Chambly et il demanda sa main à sa grand-mère. Elle accepta et Horace fit sa cour.
Mais il était toujours tourmenté par le souvenir de Jane, par la crainte qu'Eugénie ne puisse pas soutenir la comparaison. Il finira par lui livrer dans une lettre sa passion antérieure pour Jane celle qui déclarait l'aimer mais qui finit par le tromper et qui aura un enfant d'un autre. Il voulut la tuer, manqua son but et s'enfuit à Chambly mais son fantôme restera présent dans son esprit.
Eugénie lui répondra pour lui écrire le tourment dont elle fut saisie après la lecture de sa lettre et de sa jalousie envers Jane ainsi que la crainte qu'elle avait de ne pas être à la hauteur. Après cet échange, les deux jeunes gens seront en rupture jusqu'au moment où Horace assurera à Eugénie qu'elle a surplanté Jane dans son cœur par sa douceur.
Ils se marièrent et après la cérémonie, partirent en voyage de noces loin de Paris et il n'y revinrent que lorsque Eugénie fut enceinte de 4 mois. Madame Arneuse fut jalouse de l'entente des mariés et accabla sa fille de la même manière que lorsqu'elle était célibataire.
L'apothéose du roman fut quand les amants se promenaient dans Paris et rencontrèrent Anatole, l'ancien ami d'Horace, qui lui dévoila qu'il l'avait trompé sur Jane par jalousie car il en était amoureux, que l'enfant n'était pas le sien et que toutes les lettres de celles-ci avaient été écrites par lui et qu'elle n'avait donc jamais cessé de l'aimer.
Horace devint fou et il abandonna Eugénie pour aller à Tour, où Jane se serait retirée. Ils se retrouvèrent et ils s'assurèrent mutuellement de leur amour. Ils décidèrent de se marier alors qu'il était toujours marié à Eugénie. Celle-ci finit par apprendre ce mariage, finit par retrouver les amants et les épier. Elle décida de se faire passer pour une femme de chambre afin d'être embauchée dans la maison de Jane. Celle-ci se prit d'amitié pour elle en entendant qu'elle avait un enfant et que le père de celui-ci l'avait abandonnée sans savoir que c'était Horace. Celui-ci finit par revenir de Paris et découvrit qu'Eugénie était sa nouvelle servante. Celle-ci va lui dire qu’elle renonce à son amour pour lui, qu’elle accepte qu’il aime Jane vu la grandeur de celle-ci mais qu’elle demande juste que son enfant soit reconnu comme son héritier. Il va en être tourmenté et Jane finit par l’apercevoir, elle commence à se poser des questions sur Joséphine (Eugénie déguisée) et questionne Horace sur ses sentiments. Ses doutes ne furent pas apaisée et elle découvrit qu’Eugénie aimait Horace.
Elle voulut la renvoyer mais celle-ci avoua qu’elle aimait Horace et la conjura de pouvoir rester. Jane demande à son mari d’user de son pouvoir afin de la renvoyer car elle ne supporte plus de voir ce spectacle. Horace refuse et cela plonge Jane dans un tel état qu’Eugénie accepte de partir.
Mais sa mère les a retrouvé et dévoile le secret à toute la maison. Le roman se finit sur la mort de Jane, qui n’a pas supporté cette double vie, et sur celle d’Horace juste après elle.

## Symboles et but de l'oeuvre
Malgré les diverses références historiques, le but de Balzac sera d'atteindre au pathétique avec ce récit d'amours contrariées.
"Au moins j'aurai ému" déclare-t-il.
La figure de l'amante est idéale, transmettant le rêve de Balzac d'une passion amoureuse fabuleuse. Cette amante possède les traits suivants : considère son amant comme un frère et se coupe du monde pour mieux vivre son histoire d'amour. Elle construit elle-même une prison fictive afin d'en faire un sanctuaire à sa passion. On les appelle les sœurs aimantes. On retrouve également la figure de la sirène, créature d'une beauté fatale et d'une séduction mouvante, ainsi que de la fleur ou encore, du fantôme comme si Wann-Chlore était issue de l'imagination d'Horace et de ses illusions.
Ces créatures sont familières avec la mort et cela se transmet dans leur relation amoureuse qui finit toujours tragiquement. Cette fin Chlora l'aura déjà vue en rêve et en sera déjà informée. Cela se manifeste aussi chez elle par son teint pâle et ce depuis sa naissance.
Cette paradoxalité entre l'amour et la mort que relate Wann-Chlore mais aussi les premières œuvres de jeunesse de Balzac vont préfigurer la peur qui traverse La Comédie humaine et qui donnera l'unité profonde de celle-ci.

## Après Wann Chlore
L'échec de cette oeuvre laissera Balzac presque déterminé à mettre un terme à sa carrière de romancier. Il n'est pas satisfait de son public, celui des cabinets de lecture et déclare qu'il s'agit « de cochonneries littéraires ». En effet, ce public ne fera pas la différence entre Wann-Chlore, le meilleur de ses romans de jeunesse, et ses anciens romans. Les éditeurs lui proposent même un prix plus bas pour l'édition de celui-ci que ceux qu'ils lui avaient proposés pour Clotilde de Lusignan. Il est las de se démener pour un lectorat qui ne mérite pas ses efforts et qui préfère les oeuvres auxquelles il a collaboré plutôt que celles dont il est le créateur. 